# Klemania
Klemania è il terzo album in studio di Christopher Franke, pubblicato nel 1993 dalla Sonic Images.

## Il disco
Differentemente dai primi due lavori solisti di Franke, Klemania è un album le cui sonorità sono riconducibili in buona parte ai lavori eseguiti con i Tangerine Dream. Si tratta dell'album più sperimentale del tedesco, incentrato sul ritmo e con varie influenze di musica etnica e world. Vi è anche un ritorno alla forma-suite che caratterizzò i primi lavori del gruppo, con i primi due brani dell'album la cui lunghezza supera i 20 minuti. Differentemente dai primi due lavori, l'album è esclusivamente elettronico e non vi è la presenza della Berlin Symphonic Orchestra.
Il brano che chiude l'album, Silent Waves, era precedentemente già apparso nel secondo album di Franke, Enchanting Nature.

## Tracce
Musiche di Christopher Franke.
1. Scattered Thoughts of a Canyon Flight – 22:27
2. Inside the Morphing Space – 21:01
3. Silent Waves – 4:10

## Musicisti
- Christopher Franke - tutti gli strumenti